# Fergusonina
Fergusonina Malloch, 1924, è un genere di insetti fitofagi dell'ordine dei Ditteri (Brachycera: Cyclorrhapha: Acalyptratae). Affine agli Agromyzidae, il genere è l'unico della famiglia Fergusoninidae Hennig, 1958. Comprende specie delle regioni australasiana e orientale, associate in simbiosi mutualistica a nematodi galligeni a spese di piante della sola famiglia delle Myrtaceae.

## Descrizione
La morfologia dei Fergusoninidae non è ben definita a causa dell'incompletezza della descrizione di diversi esemplari. In letteratura, peraltro, sono riportate anche informazioni divergenti in merito ad alcuni caratteri morfologici. Gli adulti sono insetti di piccole dimensioni, con corpo delicato e livrea di colore giallo alternata a macchie nere e brune.
Il capo è largo e caratterizzato dalla conformazione fortemente arcuata della sutura frontale, la cui curvatura è molto distanziata dall'inserzione delle antenne. La chetotassi comprende due paia di setole fronto-orbitali brevi e inclinate all'esterno, a volte assenti, setole verticali esterne lunghe e robuste, verticali interne più brevi, setole ocellari brevi, dirette in avanti, e setole postocellari parallele o leggermente divergenti. Le vibrisse sono presenti e di moderata lunghezza. Antenne brevi, di tipo aristato, con arista composta da due soli articoli.
Sulla conformazione della costa vi sono pareri discordanti in letteratura: alcuni Autori sostengono l'assenza di fratture, altri la presenza della sola frattura omerale, altri ancora la presenza della frattura omerale e di un assottigliamento in corrispondenza della terminazione della subcosta. La subcosta è presente, ma il tratto terminale è debole e si fonde con il ramo anteriore della radio. La radio si suddivide in tre rami, con conformazione analoga a quella riscontrabile nella generalità degli Opomyzoidea: R1 breve e ricurva, confluente entro la metà basale del margine costale, R2+3 e R4+5 relativamente lunghe, confluenti rispettivamente in posizione subapicale e apicale. La media è lunga e indivisa e la cubito si divide in due rami, CuA1 e CuA2; quest'ultimo confluisce sull'anale chiudendo la cup, da cui emerge il ramo comune A1+CuA2 completo. La cellula discale è presente, chiusa all'apice dalla vena medio-cubitale discale.
| |
| Schema della nervatura alare Fratture costali: hb: omerale; cb: subcostale. Vene longitudinali: C: costa; Sc: subcosta; R: radio; M: media; Cu: cubito; A: anale. Vene trasversali: h: omerale; r-m: radio-mediale; bm-cu: medio-cubitale basale; dm-cu: medio-cubitale discale. Cellule: br: prima basale; bm: seconda basale; dm: discale; cup: anale. |

L'addome delle femmine presenta gli ultimi uriti trasformati in un ovopositore di sostituzione retrattile telescopicamente, con i tergiti e gli sterniti 6 e 7 trasformati in un tubo sclerificato al cui interno sono retratti gli uriti genitali, completamente membranosi.

## Biologia

### Relazioni trofiche
L'aspetto più interessante della biologia dei Fergusoninidae è la simbiosi obbligata con nematodi galligeni del genere Fergusobia, finalizzata a creare le condizioni necessarie per lo sviluppo delle larve. La femmina depone le uova su rametti e germogli fertili di piante delle Myrtaceae, trasmettendo anche forme giovanili partenogenetiche del nematode simbionte. Queste inducono la formazione di galle sulla pianta ospite, sviluppandosi al loro interno. Le galle, di forma oblunga, possono raggiungere i 5 cm di lunghezza e 1–2 cm di diametro, sono composte di tessuto parenchimatico e percorse da una o più cavità interne.
Le larve del dittero, inizialmente si nutrono a spese della linfa che trasuda dal corpo dei nematodi, poi a spese dei tessuti interni della galla. A maturità, prima che avvenga l'impupamento, femmine feconde del nematode penetrano all'interno della larva del dittero, insediandosi come parassite nell'emocele. In questo modo viene garantita la perpetuazione della relazione simbiotica.

### Biologia del nematode
Il nematode Fergusobia quinquenerviae, parassita della Melaleuca quinquenervia e del dittero Fergusonina turneri, svolge un ciclo biologico alternato su due ospiti, uno vegetale e uno animale. La forma fitoparassita si sviluppa all'interno della galla e a maturità si riproduce per partenogenesi formando una generazione di sessuati che comprende entrambi i sessi. A maturità, gli individui sessuati si accoppiano e le femmine fecondate penetrano all'interno della larva di terza età del dittero. A questo punto il ciclo passa alla fase zooparassita: le femmine del nematode si sviluppano all'interno della cavità emocelica dell'ospite animale, rilasciandovi le uova. Le forme giovanili, nate da queste uova all'interno di un ospite femmina, migrano nell'apparato genitale e si insediano nell'ovopositore.
Una sola femmina di F. turneri, nell'arco di due settimane di vita, depone fino a 200 uova sui germogli della Melaleuca quinquenervia inoculando anche le forme giovanili del nematode. Ogni nematode induce la formazione di una galla, all'interno della quale si sviluppa una sola larva di Fergusonina e la riproduzione partenogenetica del nematode ha inizio solo dopo la formazione della galla.

### Piante ospiti
La simbiosi tra Fergusonina e Fergusobia è un esempio di convergenza evolutiva che si manifesta con un'elevata specializzazione della relazione trofica, coinvolgendo due specie animali e una vegetale. I Fergusoninidae sono infatti associati esclusivamente a specie della famiglia delle Myrtaceae. Fino al 1982 i soli ospiti conosciuti erano piante del genere Eucalyptus, ma con la segnalazione della prima specie non australiana, Harris (1982) ha rilevato l'associazione dei Fergusoninidae con una mirtacea indiana, lo Zyzygium cumini. Altre mirtacee sono state segnalate da Taylor (2008) come ospiti della simbiosi e appartengono al genere Corymbia.
Fergusonina turneri e un gruppo di specie filogeneticamente affini (F. burrowsi, F. centeri, F. golsbyi, F. markinsoni, F. purcelli, F. schefferae), tutte descritte da Taylor nel 2004, sono invece associate a piante del genere Melaleuca a foglia larga (Melaleuca leucadendra species-complex).
La scoperta di specie associate alle Melaleuca ha focalizzato l'attenzione della ricerca statunitense su questi ditteri, nell'ambito del problema del controllo delle piante esotiche invasive. Introdotta negli Stati Uniti come pianta ornamentale, la Melaleuca quinquenervia, specie appartenente al complesso delle Melaleuca a foglia larga, è diventata invasiva e di difficile controllo, in particolare in Florida. Nel 2005, l'APHIS (Animal and Plant Health Inspection Service), ha avviato uno studio di fattibilità sull'impiego della simbiosi Fergusonina-Fergusobia nel controllo biologico della M. quinquenervia, sperimentando l'inoculazione di una simbiosi su varie piante, mirtacee e non, allo scopo di valutare l'impatto ambientale di un'eventuale applicazione della tecnica. I risultati hanno evidenziato una specificità obbligata della relazione: la simbiosi tra Fergusonina turneri e il nematode simbionte Fergusobia quinquenerviae non ha manifestato azioni collaterali né su specie vegetali appartenenti a famiglie diverse né sulle mirtacee autoctone degli USA. Le sole specie che hanno subito attacchi, oltre all'ospite naturale Melaleuca quinquenervia, appartengono al genere Callistemon e sono anch'esse originarie dell'Australia. Nell'indagine si è riscontrato che le galle prodotte sui Callistemon non consentivano il completamento del ciclo di sviluppo. Allo stato attuale, l'impiego di F. turneri nella lotta biologica non è operativo a causa del possibile rischio di impatto ambientale: in Australia, infatti, la dinamica di popolazione di questa specie è regolata da almeno 11 specie di antagonisti, ma la naturalizzazione in Florida, in assenza di questi, potrebbe avere effetti incontrollabili.
Taylor et al. (2007) segnalano infine una nuova specie di Fergusonina, per la prima volta, in Nuova Zelanda. In questo caso la specie attaccata è laMetrosideros excelsa, una mirtacea endemica della Nuova Zelanda.

## Danni
Gli attacchi del dittero e del nematode si indirizzano in particolare sui rametti e sui germogli fruttiferi e inibiscono la fioritura. Secondo Colless & David McAlpine, questo comportamento è causa di danni economici, non meglio definiti, all'apicoltura e alla selvicoltura del legno.

## Filogenesi e sistematica
Storicamente, il genere Fergusonina fu incluso nella famiglia degli Agromyzidae. Hennig (1958) portò il genere al rango di famiglia. Questa revisione è stata in seguito largamente adottata da diversi Autori e attualmente tutti gli studiosi degli Agromizidi escludono Fergusonina dalle loro trattazioni. L'affinità tra gli Agromizidi e il genere Fergusonina, in passato ritenuto un genere molto specializzato degli Agromizidi, è confermata dal carattere monofiletico del clade Fergusoninidae + Agromyzidae: James McAlpine (1989) colloca questo clade in relazione con gli Odiniidae, formando il gruppo di famiglie Agromyzoinea nell'ambito degli Opomyzoidea:
|  | Odiniidae                                                      |
|  |                                                                |
|  | \| \| Agromyzidae \| \| \| \| \| \| Fergusoninidae \| \| \| \| |
|  |                                                                |
|  | Agromyzidae                                                    |
|  |                                                                |
|  | Fergusoninidae                                                 |
|  |                                                                |

|  | Agromyzidae    |
|  |                |
|  | Fergusoninidae |
|  |                |

| Opomyzoinea | Opomyzidae+Anthomyzidae   |
|             | Opomyzidae+Anthomyzidae   |
|             | Asteioinea (sei famiglie) |
|             |                           |

|  | Odiniidae                                                      |
|  |                                                                |
|  | \| \| Agromyzidae \| \| \| \| \| \| Fergusoninidae \| \| \| \| |
|  |                                                                |
|  | Agromyzidae                                                    |
|  |                                                                |
|  | Fergusoninidae                                                 |
|  |                                                                |

|  | Agromyzidae    |
|  |                |
|  | Fergusoninidae |
|  |                |

| Opomyzoinea | Opomyzidae+Anthomyzidae   |
|             | Opomyzidae+Anthomyzidae   |
|             | Asteioinea (sei famiglie) |
|             |                           |

|  | Odiniidae                                                      |
|  |                                                                |
|  | \| \| Agromyzidae \| \| \| \| \| \| Fergusoninidae \| \| \| \| |
|  |                                                                |
|  | Agromyzidae                                                    |
|  |                                                                |
|  | Fergusoninidae                                                 |
|  |                                                                |

|  | Agromyzidae    |
|  |                |
|  | Fergusoninidae |
|  |                |

| Opomyzoinea | Opomyzidae+Anthomyzidae   |
|             | Opomyzidae+Anthomyzidae   |
|             | Asteioinea (sei famiglie) |
|             |                           |

|  | Odiniidae                                                      |
|  |                                                                |
|  | \| \| Agromyzidae \| \| \| \| \| \| Fergusoninidae \| \| \| \| |
|  |                                                                |
|  | Agromyzidae                                                    |
|  |                                                                |
|  | Fergusoninidae                                                 |
|  |                                                                |

|  | Agromyzidae    |
|  |                |
|  | Fergusoninidae |
|  |                |

| Opomyzoinea | Opomyzidae+Anthomyzidae   |
|             | Opomyzidae+Anthomyzidae   |
|             | Asteioinea (sei famiglie) |
|             |                           |

Allo stato attuale, il genere comprende 29 specie:
- F. atricornis Malloch, 1925
- F. biseta Malloch, 1932
- F. brimblecombi Tonnoir, 1937
- F. burrowsi Taylor, 2004
- F. carteri Tonnoir, 1937
- F. centeri Taylor, 2004
- F. curriei Tonnoir, 1937
- F. davidsoni Tonnoir, 1937
- F. eucalypti Malloch, 1932
- F. evansi Tonnoir, 1937
- F. flavicornis Malloch, 1925
- F. frenchi Tonnoir, 1937
- F. goolsbyi Taylor, 2004
- F. greavesi Currie, 1937
- F. gurneyi Malloch, 1932

- F. lockharti Tonnoir, 1937
- F. makinsoni Taylor, 2004
- F. metrosiderosi Taylor, 2007
- F. microcera Malloch, 1924
- F. morgani Tonnoir, 1937
- F. newmani Tonnoir, 1937
- F. nicholsoni Tonnoir, 1937
- F. pescotti Tonnoir, 1937
- F. purcelli Taylor, 2004
- F. schefferae Taylor, 2004
- F. scutellata Malloch, 1925
- F. syzygii Harris, 1982
- F. tillyardi Tonnoir, 1937
- F. turneri Taylor, 2004

In letteratura è inoltre citata la presenza di diverse specie prive di descrizione e classificazione e, presumibilmente, di un secondo genere.

## Distribuzione
Fino agli anni ottanta il genere Fergusonina si presentava come endemico dell'Australia. Solo nel 1982, Harris segnalò la presenza del genere anche nella regione orientale e in Nuova Guinea: una specie descritta è la citata F. syzygii, presente in India, altre specie non definite sarebbero presenti nelle Filippine e in Nuova Guinea. Alla segnalazione di Harris si aggiunge quella, molto più recente, di Taylor et al. (2007) in Nuova Zelanda (F. metrosiderosi).
Le altre 27 specie conosciute sono endemiche dell'Australia e distribuite in diverse regioni, dal Queensland al sud all'Australia occidentale, ma nessuna segnalazione fa riferimento alla Tasmania.
Infine, si ricorda la recente introduzione artificiale, a scopo sperimentale, di F. turneri in Florida.